# 아크로스 엔터테인먼트
주식회사 아크로스 엔터테인먼트(일본어: 株式会社 アクロス エンタテインメント영어: Across Entertainment)는 일본의 예능 사무소.주로 성우의 매니지먼트를 다루고 있다.도쿄 배우 생활협동조합의 매니저였던 후지사키 쥰이 2008년 4월에 설립했다.

## 소속 탤런트

### 남성
- 아사쿠라 카즈오
- 아즈마노 스미타다
- 이가라시 마사시
- 이세타니 타츠야
- 카와모토 나루（업무 제휴）
- 쿠보타 무사시（업무 제휴）
- 고토 히로키
- 츠지 분죠
- 나미카와 다이스케
- 하나에 나츠키
- 히시바 토모야스
- 후지타 유이치
- 무라타 타이시
- 야마데라 코이치
- 와카바야시 료

### 여성
- 이시바시 유코
- 이이즈카 마유미
- 이누야마 이누코
- 이케자와 하루나
- 이쿠베 쿠미코
- 이세 마리야
- 우에하라 리나
- 우치다 아야
- 오오우라 후유카
- 오오타니 나미
- 오카모토 나미
- 카네다 토모코
- 사쿠마 마유
- 사쿠마 미호
- 사나하라 아야
- 사와구치 치에
- 시마다 아유미
- 스즈키 마유코
- 타카시마 유키코
- 타케다 요시코
- 타마테 미즈키
- 토카지 에리코
- 나카무라 모에미
- 나츠히 린코
- 니시카와 테루코
- 히구치 아카리
- 미즈키 유우나
- 미노 유카코
- 모치즈키 레이
- 모리타 키유
- 요시노 미키
- 히라타 유카

## 탈퇴 및 이적 탤런트
- 가와모토 나루（현소속：하나모토 기획）
- 고블린（현소속：오사와사무소）
- 코마츠 후미노리
- 사이토 료츠
- 타카시마 가라（현소속：아오니 프로덕션）
- 나카가와 아키라
- 나미카와 다이스케
- 후루노 켄이치（현소속：오사와사무소）